# Llegenda dels orígens troians dels francs
La llegenda dels orígens troians dels francs és un mite fundacional que va aparèixer al segle vii i es va utilitzar habitualment fins a la segona meitat del segle xvi. Va ser popularitzat per escriptors i cronistes des de Fredegari fins a Ronsard. Va evolucionar gradualment i va incorporar la llegenda de l'origen troià dels gals. Com a part de l'estudi del mite dels orígens troians dels pobles europeus, historiadors com Colette Beaune o Jacques Poucet han citat i analitzat aquesta llegenda des d’una perspectiva comparada.

## Les fonts de la llegenda
Creada segons el model de l’antiga llegenda de la fundació de Roma pels exiliats troians d'Enees, la llegenda franca prové de dos textos datats del període merovingi.
- Cap al 660, la Historia Francorum de Fredegari va introduir Franció (en llatí, Francus), fill de Friga, germà d’Enees, qui va fundar amb els seus companys un poderós regne entre el Rin i el Danubi. Va derrotar els alans i obté el nom de «Franc» o «ferotge».
- El 727, segons el Liber Historiae Francorum o Gesta Regnum Francorum, la migració té lloc al voltant d'Antènor i del jove Príam. Aquest darrer va fundar la ciutat de Sicàmbria[Nota 1] al Danubi (a la Pannònia), i va derrotar els alans, obtenint així una exempció de tributs durant deu anys de l'emperador romà Valentinià.

## L'evolució de la llegenda
La majoria dels textos de l’època dels carolingis i després dels capets no afegeixen res de nou a aquestes dues versions. De vegades, aquestes dues versions originals es combinen en una sola.

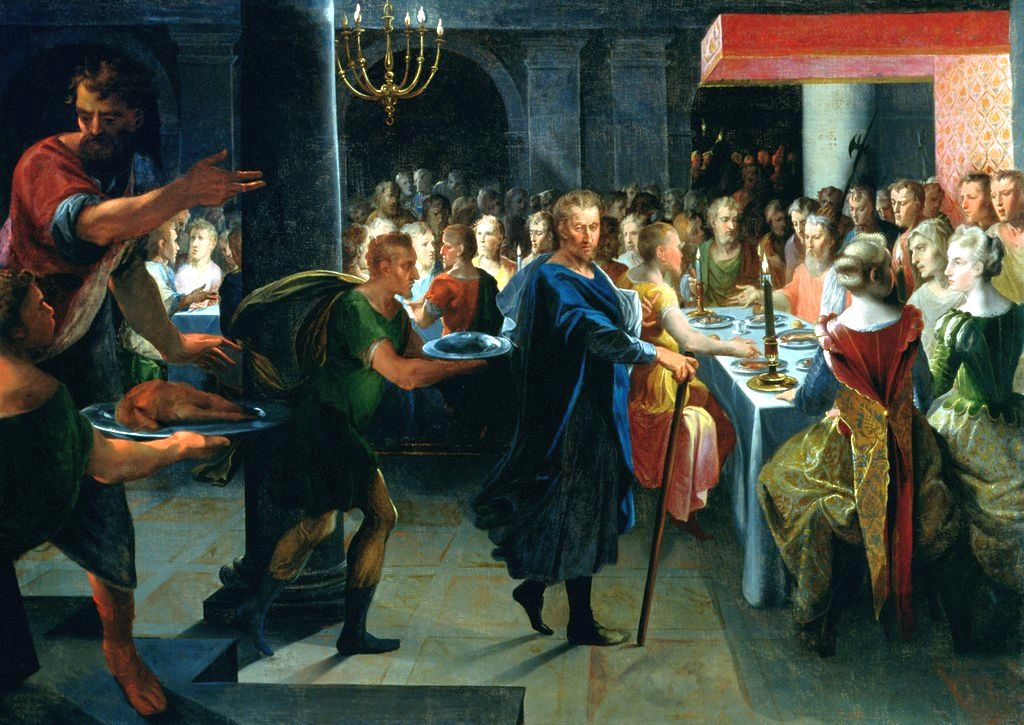
Dike oferint un banquet a Franció, en presència de Hiantes i Clímene, una obra de Toussaint Dubreuil exposada al Museu del Louvre
Mapa de l'expansió del Regne Franc (entre 481 i 814)

El príncep troià Franció i els seus companys deixen Troia en flames i van trobar la ciutat de Sicàmbria. Els seus descendents van romandre allà durant segles i, a petició de l'emperador Valentinià, que els va eximir del tribut durant deu anys, van exterminar els alans refugiats al Palus Meotide. Deu anys després, negant-se a reprendre els pagaments dels tributs, es van retirar a Germània. Establerts al Rin, van entrar a la Gàl·lia amb el líder franc Marcomir al segle iv. La majoria dels textos medievals fan del fill de Marcomir, Faramund, el primer rei dels francs de la història.

### El nom del fundador de Sicàmbria
De la mateixa manera, el nom del fundador de Sicàmbria a Pannònia canvia segons els autors: Franció o Antènor.
- L’origen de Franció ha evolucionat així. Per a Guillem el Bretó i per a Rigord, Franció tendria directament ascendència reial com a fill d'Hèctor i net de Príam. A l'edat mitjana, Hèctor és considerat un dels «Nou preuats». Aquesta nova ascendència confereix prestigi addicional a Franció i als seus descendents francs i francesos. Aquesta ascendència té, tanmateix, un inconvenient: els textos antics només esmenten Astíanax com el fill d’Hèctor, que la majoria diu que va morir durant la presa de Troia. Els autors medievals imaginen que Astíanax finalment va poder escapar dels grecs amb la seva bellesa i que va rebre el malnom de «Franció» per la seva audàcia.[3]
- Antènor, l’altre possible fundador del regne troià al Danubi, està millor atestat en textos antics. Virgili evoca el seu feliç destí a l'Eneida. Va fundar Pàdua i Venècia (vegeu Llegenda de l'origen troià dels vènets i dels venecians). Però se li atribueix un paper negatiu: se l’acusava d’haver traït la seva terra natal, no només perquè va rebre a casa els ambaixadors que havien vingut a demanar de nou Hèlena, sinó també perquè, havent reconegut el rei Ulisses a Troia disfressat, no va alertar els troians.

### Destacant els orígens troians dels gals
Un dels fenòmens remarcables de la història de la llegenda dels orígens troians dels francesos és l’augment de la importància de la referència a la Gàl·lia i als gals.
Rigord va ser el primer a modificar la presentació de l’arribada dels descendents dels troians a la Gàl·lia introduint la idea de la seva arribada en dues fases corresponents a la instal·lació dels gals i després dels francs, pobles que compartien el mateix origen troià.
Així, part dels troians van abandonar Sicàmbria molt abans de l'episodi dels alans sota la direcció del duc Ibor. Aquest últim es va establir a la Gàl·lia i va fundar Lutetia i les grans ciutats gal·les a partir del segle ix. L’addició d’aquest episodi té l’interès de donar als gals i als francs els mateixos avantpassats troians. Els francesos de l'edat mitjana provenien, doncs, d’una mateixa gent i no d’una barreja perquè els francs i els gals són de la mateixa sang. Aquest tema passa pel text de les Grandes Chroniques de France (Grans Cròniques de França), on es diu que quan Marcomir, fill de Príam d’Àustria de la línia de Príam de Troia, va arribar a la Gàl·lia amb els seus companys (és a dir, els francs), van fer un poble amb els descendents de Ybor i els seus homes (és a dir els gals). L’arribada dels francs no és una conquesta sinó que correspon a la reunió de diferents branques d’un mateix poble troià separades per la història.
A més de les Grans Cròniques de França, la idea d’una instal·lació en dues ones es recull en molts textos, com ara Jean de Paris, d'Honoré Bonet, de Guillaume Cousinot de Montreuil i molts altres autors. Guillaume le Breton insisteix en la càlida acollida dels gals als francs i en la unió entre aquestes dues branques sorgides d’una soca comuna troiana.
Des de Rigord, es va atribuir als gals les seves pròpies característiques històriques. Així, Jean de Paris evoca Brennus i els nombrosos caps gals abans de la conquesta romana. Raoul de Presles cita el govern dels druides.

### L’atribució d’un origen gal als troians
La renovació arriba amb la publicació de Jean Lemaire de Belges cap al 1500 de les Illustrations de Gaule et Singularité de Troie (Il·lustracions de la Gàl·lia i la Singularitat de Troia), que comporta una veritable reconstrucció de la llegenda. La solució trobada per Jean Lemaire de Belges rau en la reconstrucció del mite i consisteix a no convertir els troians en els avantpassats dels gals, sinó convertir els gals en els avantpassats dels troians. Segons aquest esquema, quan els francs (descendents dels troians i, per tant, dels gals) s'instal·len a la Gàl·lia, només tornen la seva terra d’origen. Aquí també, la unitat dels gals i dels francs és un tema primordial.
Jean Lemaire de Belges també estableix un doble aferrament a la tradició cristiana: un al nivell dels orígens dels gals que són descendents de Noè, l'altre al nivell de les costums dels gals deguda a la seva religió pura i elevada dels quals prefigura el cristianisme. Els gals són un poble educat, disciplinat per les lleis, i notable per la religió.
Jean Lemaire de Belges descriu la guerra de Troia després de Dares Frigi, Dictus Cretenc i Homer, i la relaciona amb la fugida de Franció cap a la Gàl·lia, on es va establir. Altres troians van fundar un estat al voltant de Sicàmbria. Diversos segles després, els descendents dels fundadors de Sicàmbria van ser seduïts per la bondat d'Octavi i sotmesos a Roma. Després van emigrar a Germània i després a la Gàl·lia, on els esperen els descendents de Franció. Aquesta versió és comparable a les precedents.
Però Jean Lemaire de Belges inclou aquests esdeveniments en una història general dels gals que passa a un primer pla. Segons ell, la Gàl·lia era poblada per Samothès, quart fill de Jàfet, i els seus successors regnaven sobre un poble notable per la seva religió, la seva educació i les seves lleis. Els gals construeixen ciutats i creen universitats. El germà d’un dels seus reis és proscrit pels seu; va fugir cap a Àsia i hi va fundar Troia, portant la cultura gal·la al món grec. Com els celtes de la Galàcia, Troia és per tant d'origen gal. Aquesta reelaboració se centra en els gals natius de la Gàl·lia des de l'època bíblica. Permet incorporar al mite l’origen dels gals com la gran renovació del coneixement sobre la gàl·lia al segle xv, donant-li prestigi.
L'autor del Renaixement, Lodovico Guicciardini, qui serà reprès per altres autors, quan explica la història de Tournai, prenent versions llegendàries, probablement desenvolupades pels monjos de Tournai per intentar obtenir la seva independència,fa una crida al rei que va lluitar contra Cèsar i qui finalment va donar el seu nom a la ciutat, «Turnus», que també podria evocar l'Eneida.

## L’èxit de la llegenda

### Una llegenda massivament difosa per historiadors i poetes
A l'edat mitjana, especialment en els darrers segles, els orígens troians de la nació i la dinastia francesa són recordats per escriptors i historiadors. Els reis, els nobles i les grans ciutats, ansioses d’arrelar-se en un passat prestigiós, presenten aquesta ascendència gloriosa. Tota la història nacional comença amb el relat de les migracions dels prínceps troians. Tot i això, la qüestió de França és des del segle xii la forma privilegiada de la història, la que interessa a gran part del públic.
Les Grans Cròniques de França, cada vegada més populars a mesura que arrela el sentiment nacional francès, dediquen el seu primer capítol a aquests orígens troians. Després de 1080, les grans famílies principesques o comtals tenien genealogies troianes. Gilles de París va il·lustrar la llegenda dels orígens troians mitjançant un esbós genealògic, i els registres reials van figurar a la llista dels reis. A la Crònica de Nuremberg (1493), es repren la llegenda de l’origen gal dels troians, així com la de Franció (fill d'Hèctor) i Turcus (fill de Troilos).
L’èxit d’aquest mite crida l’atenció per la seva durada de gairebé mil anys i pel seu impacte polític i històric, que va ser considerable. El tema de l'origen troià dels francs ha experimentat un desenvolupament extraordinari, tant entre els historiadors com entre els poetes. Un estudi de Maria Klippel que data del 1936 va reunir només per a França cinquanta-cinc certificacions del mite, que daten de l'edat mitjana i del Renaixement, des de Fredegari fins a François Rabelais, passant per Sigibert de Gembloux, Benoît de Sainte-Maure, Pierre de Ronsard, Jean Lemaire de Belges i molts altres.

### Els motius de l'èxit de la llegenda a França
Potser el major avantatge del mite és ancorar la solidaritat nacional en els llaços de sang. Nobles o no nobles, del nord de França o del sud de França, tenen la mateixa sang pura i il·lustre. El mite de l’origen troià dels francs permet unificar el regne, genera adhesió a la reialesa i enforteix la cohesió de les poblacions.
Aquest mite és molt diferent del que va aparèixer durant el darrer segle de l'Antic Règim, que va convertir els francs en els avantpassats dels únics nobles i que era un mite de la divisió en detriment de la noblesa i de la monarquia que no va incloure a la resta de la població. El mite de l'origen troià dels francesos va durar gairebé mil anys i va despertar un gran èxit, mentre que el mite de l'origen franc dels nobles va durar amb prou feines un segle i va ser immediatament refutat.
Els canvis més importants, a causa de la necessitat de tenir en compte els èxits de la història, també van tenir com a objectiu preservar la unitat i la continuïtat de la nació francesa. Es tracta d’insistir en l’origen troià comú dels francs i dels gals; aquests dos pobles són, de fet, un mateix poble dels troians de Franció, fill d'Hèctor i net de Príam, que es va establir a la vall del Danubi i hi va fundar la ciutat de Sicàmbria.
- Després de dos segles, un grup d’aquests troians va deixar Sicàmbria sota la direcció del duc Ibor per establir-se a la Gàl·lia, on van fundar Lutetia i després van caure sota el domini dels romans: aquests eren els gals.
- Després d'un mil·lenni i mig, els troians van deixar Sicàmbria i es van dirigir cap al Rin i van entrar a la Gàl·lia sota la direcció de Marcomir, descendent de Franció i avantpassat dels merovingis, on van ser acollits amb tots els honors pels seus llunyans parents gals: aquests eren els francs.[23]

El reforç del sentiment nacional a les diverses capes de la població arran de la Guerra dels Cent Anys explica lògicament el seu èxit. Així, les Grans Cròniques de França van ser una de les obres més esteses a finals de l'edat mitjana i la primera obra impresa en francès. Però fins i tot abans de la Guerra dels Cent Anys, tenim exemples de recurs a la llegenda dels orígens troians; així, la vigília de la batalla de Bouvines, el 1214, Felip II August va descriure els seus soldats com a «magnànims descendents dels troians».
La monarquia no va haver d’intervenir per imposar aquest mite perquè corresponia a les profundes aspiracions de la població del regne, en qualsevol cas per la seva part cultivada i conscient políticament i històricament. El mite troià garantia així l'antiguitat i la unitat de la nació francesa. També era afalagador el que van fer amb els antics romans, que també afirmaven ser d’origen troià com els seus «cosins francesos».
El mite va ennoblir tots els habitants del regne i no només la noblesa. Als habitants de les grans ciutats se’ls va recordar l’origen troià de la seva ciutat en moltes ocasions. De fet, moltes ciutats franceses es van atribuir als mateixos fundadors troians: Tolosa tenia Tholus (net de Jàfet), Troyes tenia Troilos, Reims tenia Ròmul, i Tours tenia Turnus.
Finalment, el mite de l’origen troià del regne de França es podia utilitzar ocasionalment per donar justificacions històriques a les empreses polítiques. Així, va permetre justificar històricament l’hostilitat envers l'Imperi Romà d'Orient, hereu dels grecs que van destruir Troia. Durant les croades, els croats sovint es referien a Troia. La genealogia troiana dels comtes de Boulogne, reis de Jerusalem, es va continuar després de la seva adhesió al tron, i els comtes de Flandes, futurs emperadors llatins de Constantinoble, van tenir avantpassats troians a partir del 1120. Això va permetre justificar la independència dels estats croats en relació amb les reivindicacions gregues i el retorn dels francs a la Mediterrània oriental. Robert de Clari explica que els francs, quan es van apoderant de Constantinoble, només van recuperar les seves propietats.
Un dels lemes preferits de Lluís XII era «Ultus avos Trojae», que significa «Ha venjat els seus avantpassats troians», cosa que demostra que la llegenda de l'origen troià podria servir de justificació per a empreses polítiques d'abast internacional.

## La dimensió geopolítica de la llegenda

### L'aliança amb els celtes
Brutus de Bretanya, príncep troià, es va presentar a l'edat mitjana com l’avantpassat epònim dels bretons insulars (els britans) i, per tant, també dels bretons peninsulars (els bretons).
La Cançó de Perceforest, que data de principis del segle xiv, evoca aquest origen però el seu pròleg constitueix un discurs antianglès. Segons l’autor d’aquest text, Brutus és de sang troiana i és l’avantpassat dels bretons, que constitueixen el primer estrat d’assentament de la Gran Bretanya. Però, aquests troians bretons ja no existeixen en Anglaterra, perquè els anglesos descendeixen dels angles i dels saxons que van envair l'illa exterminant els bretons. Per tant, els anglesos no haurien de reclamar el seu origen troià i, de la mateixa manera, tampoc haurien de reclamar per a ells el rei Artús (que era bretó i no anglès). Pel que fa a la dinastia reial i els nobles d’Anglaterra, són d’origen normand i escandinau, i la seva pretensió d'un origen troià es va disputar vigorosament a França.
Aquest argument també tenia l'avantatge de demostrar que el Ducat de Bretanya, pel seu origen troià comú al dels altres habitants de la Gàl·lia, era efectivament del regne. De la mateixa manera, l’origen troià dels altres celtes de les Illes Britàniques va ser ben acceptat a França perquè justificava la política d’aliança amb Escòcia, Gal·les i Irlanda. Aquest tema es recull a la Cançó de Cyperis de Vignevaux del segle xiv. Aquest príncep troià, el merovingi Khilderic III, va casar els seus fills amb les reines de Gal·les, Irlanda i Escòcia. Aquest tema també apareix en el discurs d'Alain Chartier al rei d'Escòcia: «la sang dels pobles escocès i francès prové del mateix origen i té les mateixes qualitats de valentia i lleialtat».

### La rivalitat amb els grecs
Els francesos de l'edat mitjana es veien a si mateixos com els hereus dels troians, així com dels gals i dels francs i, com a tals, no podien tenir simpatia pels grecs descendents dels destructors de Troia. Durant les croades, els croats francesos sovint estaven en conflicte amb els grecs i es va utilitzar la llegenda de l’origen troià per justificar les rivalitats entre els dos pobles. Per tant, Liquainus de Tours presenta la caiguda de Constantinoble el 1204 com una venjança per la presa de Troia pels grecs. Aquest esdeveniment va permetre a certs autors, com Robert de Clari, justificar l'inici de la Quarta Croada, presentada com una justa guerra de recuperació: «els francs-troians recuperen els territoris dels seus avantpassats».

### La proximitat amb els turcs
A partir del 660, en la seva redacció de la Historia Francorum, Fredegari també va introduir un parentiu entre el poble turc i el poble franc i, per tant, va inventar un origen troià amb els turcs i un parentiu amb els francs.
De fet, a la seva història, el grup de fugitius formats per Franció (net de Príam) després de la caiguda de Troia, es dividirà en dos en arribar al Danubi. Els francs amb Franció es van dirigir cap al Rin, mentre que els altres van triar un rei amb el nom de Torcoth; és d'ell que deriven el nom de turcs. Cinc segles després, Vincent de Beauvais explica en el seu Speculum historiale que «després de la destrucció de Troia, els nombrosos fugitius es van dividir en dos grups. Un va seguir a Franció, net del rei de Troia Príam, fill d'Hèctor; l'altre va seguir a Turcus, fill de Troilos, també fill de Príam. Això, evidentment, explica, es diu, que els dos pobles encara es diuen francs i turcs avui en dia».
Aquest origen troià del poble turc tindrà un cert impacte en la mentalitat franca, en particular durant les croades, on a les històries, si els sarraïns, els àrabs i altres pobles musulmans es descriuen negativament, els turcs seljúcides ho són, al contrari, sempre lluitadors per les qualitats cavalleresques molt properes als croats.
Tanmateix, si els pobles celtes coneixien, s'apropiaven i explotaven en diversos moments el mite de l’origen troià (vegeu en aquest sentit l’article sobre la llegenda de l'origen troià dels bretons), aquest no era el cas dels turcs, que ignoraven aquesta llegenda nascuda a Europa. D'altra banda, d'acord amb la política prevista respecte a ells, origen troià dels turcs va ser disputat i aquest va ser de Guillem de Tir.

## Hipòtesi sobre l'origen de la llegenda
La llegenda dels orígens troians és potser el resultat de la confusió. En qualsevol cas, aquesta és la hipòtesi plantejada per l'historiador Franz Staab, qui va estudiar els regnes francs del segle v. Segons ell, en aquest moment coexistien diversos regnes francs, inclosos els de Tournai, Colònia, Cambrai i Xanten. Aquest darrer regne va gaudir d’una certa fama. La seva capital és una antiga colònia romana fundada per Trajà i anomenada Colonia Ulpia Traiana. Amb el pas del temps, els escriptors van escurçar aquest nom i ja no van anomenar aquesta ciutat com Tronie o Troia. Abandonada cap a finals del segle vi, la ciutat es va reconstruir i va canviar el nom de Sanctos super Rhenum (Sants sobre el Rin) o Ad Sanctum (Lloc dels Sants), a causa del martiri de Sant Víctor i de 300 legionaris cristians a 363. El nom de Sanctum va donar el nom modern de Xanten. Per tant, és possible que un escriba de l'alta edat mitjana hagi trobat un text que parlés dels «francs del regne de Troia» i que no coneixent aquest topònim, imaginés un origen troià dels francs.
Jean-Pierre Poly va oferir una explicació similar. Segons ell, els topònims esmentats a la llegenda fan referència a homòfons germànics reinterpretats a l'estil romà. La llegenda diu que els Sicambres, expulsats de Troia, haurien vingut pel riu Tanaïs (Don) i pel Palus Meotides (la mar d'Azov), per fundar una Sicambria entre el Palus Meotides i Pannònia abans d'arribar a les regions extremes del Rin. La incoherència de la ruta, ja que Pannònia mai s'ha confrontat la mar d'Azov, desapareix segons la transcripció que ell proposa:
- Troia es transcriuria * Thor-ea, l'illa de Thor;
- Tanaïs la (Gudh-)Dena en Jutlàndia, prop del qual es troba el districte d'Omer, la forma jutlandesa d'Ammer;
- Els Meòtides seria * Mette-theoda (la Lliga de l'Assemblea) i els seus aiguamolls als de Wihmode / * Wih-mot «l’Assemblea del Sant (Donner/Thor)» (Theod, poble, a l'origen de Deutsch, aquí traduït com a «lliga», evoca una unió (theodan) força gran;[Nota 6]
- Pannònia seria * Ban-hun(de), els països dels «Gossos assassins», la regió de la costa en mans dels Brúcters i els seus aliats.[Nota 7]

A més, cal assenyalar que segons l'arqueòleg i investigador del CNRS Jean-Louis Brunaux, alguns pobles gals han reivindicat l’origen troià. El poeta Marc Anneu Lucà va escriure: «Els pobles arverns que van gosar afirmar ser germans del llatí i nascuts de sang troiana». Per a Jean-Louis Brunaux, la llegenda de l'origen troià dels francs, encara que sigui «fruit d'una construcció dels clergues, no es va instal·lar permanentment en la ment dels habitants de la Gàl·lia per sobreviure-hi fins al Renaixement només perquè hi va trobar un substrat favorable». Així, els gals volien ser filohel·lens, com ho demostra la llegenda del pas d'Hèracles a la Gàl·lia (aquest s'hauria casat amb la filla del rei del celta i hauria civilitzat aquest país); Segons aquesta llegenda, seria el fundador d'Alèsia i és el seu fill, el rei Gàlates, qui hauria donat el seu nom als pobles sobre els quals va regnar. Al segle v, Sidoni Apol·linar, al·ludeix a l’origen troià dels gals, i més particularment dels arverns; l'aculturació dels francs a la Gàl·lia es podria traduir en un empelt d'aquesta història mítica.

## Desafiant la llegenda
Al segle xv, a Itàlia, l’origen troià dels gals i dels francs va ser cada cop més criticat, fins i tot negat. Per tant, no apareix a les Dècades de Flavio Biondo. A la mateixa França, al final del regnat de Lluís XI, Pierre Desgros va escriure una mena d'enciclopèdia de coneixements teològics i polítics de la seva època en què criticava aquests orígens que no eren veritables, pagans i, segons ell, poc nobles. Així mateix, al començament del regnat de Carles VIII, Jean Candida va enviar al rei un resum de la història de França en què expressava les seves vacil·lacions sobre els orígens dels francs. De fet, la idea d'un origen troià dels francs ja no era defensada pels historiadors, sinó que seguia sent respectada pel seu valor poètic i el seu vincle amb la identitat de França i la seva reialesa.
Per evitar demostrar que els francesos formen un substrat heterogeni resultant dels gals i després dels francs, els historiadors de finals del segle xvi van elaborar una teoria que imagina que els francs serien gals que haurien abandonat la Gàl·lia durant la conquesta romana i haurien tornat uns segles després per alliberar-la dels romans.
L’ascendència gal·la s'afirma des del segle xvii, però són especialment els revolucionaris de 1789 (que volen suprimir els privilegis dels aristòcrates francesos que presumien del seu origen troià) els qui imposen aquesta teoria. Els «historiadors favorables a la Revolució substitueixen els ancestres troians pels ancestres gals i fan de Vercingétorix una celebritat», donant a llum un nou mite dels orígens, el dels «Nos ancêtres les Gaulois» (Nostres ancestres els gals).